# Kemijska kinetika
Kemijska kinetika je grana fizikalne kemije koja se bavi istraživanjem brzina kemijskih reakcija.
Sve kemijske reakcije teku određenom brzinom, koja je u prvom redu ovisna o temperaturi i koncentraciji tvari koje međudjeluju. Neke su reakcije tako brze da izgledaju trenutačne, npr. neutralizacija jake kiseline jakom bazom, dok su druge tako spore, kao npr. spajanje kisika i vodika, da se ni tijekom mjeseci pa i godina ne može otkriti promjena.

### Red i molekularnost reakcije
Brzina reakcije srazmjerna je koncentraciji tvari koja reagira u homogenom sustavu. Zbog toga što se u toku reakcije koncentracija tvari smanjuje, smanjivat će se i brzina kemijskog procesa s vremenom.
Ako tvar A prelazi u reakcijski produkt P, izraz za brzinu reakcije može se formulirati kao primjena koncentracije reaktanta ili produkta s vremenom:
{\displaystyle -{\frac {{d}\left[{A}\right]}{dt}}=k\left[{A}\right]},    	                (1)
odnosno 
{\displaystyle {\frac {{d}\left[{P}\right]}{dt}}=k\left[{A}\right]} 		             (1a)
gdje t označuje vrijeme, [A] koncentraciju reaktanta A, a [P] koncentraciju reakcijskog produkta P. Faktor proporcionalnosti k je specifična brzina reakcije ili konstanta brzine reakcije.
U mnogim slučajevima ustanovilo se da brzina reakcije ovidi o umnošku izraza za koncentraciju. Tako za neku opću reakciju:
{\displaystyle nA+mB+...pN\rightarrow P},					(2)

u kojoj tvari A, B, i N reagiraju i daju produkt P, izraz za brzinu reakcije je:
{\displaystyle -{\frac {{d}\left[{A}\right]}{dt}}=k\left[{A}\right]^{n}\left[{B}\right]^{m}...\left[{N}\right]^{P}}	(3)

#### Red reakcije
Red reakcije je definiran kao zbroj eksponenata izraza za koncentraciju tvari koje sudjeluju u reakciji. Prema tome, reakcije pod (2) je (n+m...+p) reda. Za jednostavnije reakcije red reakcije može biti 0, 1, 2, i 3. Reakcije s
redom reakcije većim od 3 nisu dokazane. U složenijim reakcijama, koje se sastoje od nekoliko međusobno povezanih reakcija, red reakcije ne mora biti cijeli broj. 
Zakonitost koje vrijede za brzinu kemijskih reakcija, imaju veliku praktičnu važnost. Izraz za tok reakcije primjenjuje se za računanje vremena i prinosa reakcija, što je bitno za vođenje tehnoloških procesa s obzirom na optimalne ekonomske uvjete.
Kinetičke zakonitosti uspješno se primjenjuju i u kemijskoj analizi, gdje se najčešće mogu odrediti vrlo male količine tvari koje ubrzavaju ili usporavaju neke kemijske reakcije -katalizatori ili inhibitori.
Mnogo kemijskih reakcija se odvija u više stupnjeva i prolazi kroz više stanja koja se nalaze između početnih reaktanata i krajnjih produkata.
Pojedinačni stupanj reakcije naziva se elementarnom reakcijom. sve promjene i pojedinosti u interakciji među molekulama reagirajućih tvari u svim stupnjevima na putu do reakcijskog produkta čine mehanizam reakcije.
Otkrivanje mehanizma kemijskih reakcija jedan je od glavnih zadataka u kemijskim istraživanjima, a kemijska kinetika najmoćnije je sredstvo u tom radu.

#### Molekularnost reakcije
Molekularnost reakcije odgovara broju molekula koje sudjeluju u elementarnoj reakciji i pokazuje na molekulski mehanizam. Razlikuju se monomolekularne, bimolekularne i trimolekularne reakcije. 
Primjer reakcije:
{\displaystyle HCl+NaOH\rightarrow Na^{+}+Cl^{-}+H_{2}O}
reakciju uzrokuje sudar molekula 
HCl i NaOH s dovoljno energije. Elementarni proces uključuje dvije molekule, pa je to bimolekularna reakcija.

## Kinetika jednostavnih reakcija
Jednostavnim kemijskim reakcijama smatraju se one u kojima početne tvari reagiraju samo na jedan način i daju jedan ili više produkata koji međusobno dalje reagiraju. 

### Reakcije nultog reda
U reakcijama nultog reda brzina stvaranja reakcijskog produkta u toku reakcije je stalna. Izraz za brzinu reakcije A → B ima oblik:
{\displaystyle {\frac {{d}\left[{P}\right]}{dt}}=k\left[{A}\right]^{0}=k}
Integracija jednadžbe daje:
{\displaystyle \left[{P}\right]=kt+C}
Iz uvjeta da je na početku reakcije t=0 i [P]=0 dobivamo da je integracijska konstanta C jednaka je nuli.
izraz za specifičnu bzinu ima oblik
{\displaystyle k={\frac {\left[{P}\right]}{t}}}
Tako za izračunavanje vremena kada je izreagiralo 50% reaktanta A i kada je
{\displaystyle \left[{P}\right]={\frac {\left[{A}\right]}{2}}}
iznosi:
{\displaystyle t_{1/2}={\frac {\left[{A}\right]}{2k}}}
Jedinica mjere za specifičnu brzinu k je:
{\displaystyle {\frac {mol}{dm^{3}s}}}
odnosno koncentracija×vrijeme-1.
Mnogobrojne heterogene reakcije slijede kinetiku nultog reda.

### Reakcije 1. reda
U reakcijama prvog reda brzina je upravo razmjerna koncentraciji reaktanata.
{\displaystyle {\frac {dx}{dt}}=k\left(a-x\right)}

gdje a označava početnu koncentraciju reaktanata, x koncentraciju reakcijskog produkta poslije proteklog vremena t, a (a-x) koncentraciju preostalog reaktanta nakon proteklog vremena t. Nakon integriranja dobiva se
jednadžba za specifičnu brzinu reakcije 1. reda

{\displaystyle k={\frac {2,303}{t}}log{\frac {a}{a-x}}}
često se zakonitost prikazuje u obliku:
{\displaystyle C_{t}=C_{0}e^{kt}}
gdje je C0 početna koncentracija reaktanata, a Ct
njezina vrijednost poslije vremena t. Reakcija je teoretski završena kada je t=∞.
Jedinica mjere za specifičnu brzinu k je s-1 - vrijeme-1.
Vrijeme potrebno za 50% reakcije ako je x=a/2

{\displaystyle t_{1/2}={\frac {2,303\cdot log2}{k}}={\frac {0,6963}{k}}}

### Reakcije 2. reda
Ako u reakciji A + B → P brzina ovisi o oba reaktanata, tako da je reakcija 2. reda, za koje vrijedi zakonitost: 
{\displaystyle {\frac {dx}{dt}}=k\left(a-x\right)\left(b-x\right)}

gdje su a i b početne koncentracije reaktanata A i B, a x koncentracija reakcijskog produkta P. Brzina reakcije ovisi o trenutnim koncentracijama reagirajućih tvari na prvu potenciju.
Te integriranjem daje specifičnu brzinu reakcije 2. reda:
{\displaystyle k={\frac {2,303}{t(a-b)}}log{\frac {b(a-x)}{a(b-x)}}}
ako su početne koncentracije tvari A i B jednake (a=b) dobivamo oblik jednadžbe:
{\displaystyle {\frac {dx}{dt}}=k\left(a-x\right)^{2}}
a nakon integracije dobivamo:
{\displaystyle k={\frac {x)}{ta(a-x)}}}
ako je a=b, vrijeme za 50% reakcije će biti:
{\displaystyle t_{1/2}={\frac {1}{ka}}}

### Reakcije pseudoreda
Ako u reakciji npr. 2. reda A + B → P, početna koncentracija reaktanta A mnogo veća od koncentracije reaktanta B (a>b) tada imamo jednadžbu:
{\displaystyle {\frac {dx}{dt}}=ka\left(b-x\right)=k'(b-x)}

jer je (a-x)≈a u toku cijele reakcije. Ta jednadžba ima formu izraza za reakciju 1. reda pa je to reakcija pseudoprvog reda.
Taj prividni 1. red se odnosi na vremenski tok reakcije, a ne ovisnost brzine reakcije o koncentraciji. Reakcija ostaje i dalje 2. reda s obzirom na koncentracije.

## Kinetike složenih reakcija
U složenim (istodobnim) reakcijama odvija se uz polaznu reakciju istodobno i reakcija
između produkata ili polazna tvar reagira na nekoliko načina i daje različite produkte.

### Povratne (suprotne, reverzibilne) reakcije
To su reakcije u kojima rakcijski produkti istovremeno reagiraju i daju opet polazne tvar:
{\displaystyle A\leftrightarrows B}
gdje je za reakciju 
{\displaystyle A\rightarrow B}
k1 specifična brzina osnovne reakcije

{\displaystyle B\rightarrow A}
k2 specifična brzina povratne reakcije
Ako su reakcije u oba snjrea 1. reda i ako se s a označi koncentracija tvari A, a sa x konventracija tvari B, za brzinu reakcije vrijedi izraz

{\displaystyle {\frac {dx}{dt}}=k_{1}\left(a-x\right)-k_{2}x}
Kad se postigne kemijska ravoteža, reakcija dalje ne teče te je brzina jednaka nuli ({\displaystyle {\frac {dx}{dt}}=0}), 
iz čega slijedi:
{\displaystyle {k}_{1}\left(a-x_{r}\right)=k_{2}x_{r}}
gdje je xr
koncentracija tvari B u ravnoteži. Ako se iz te jednadžbe vrijednost za 
k2
stavi u jednadžbu za brzinu reakcije dobiva se:
{\displaystyle {\frac {dx}{dt}}=k_{1}{\frac {a}{x_{r}}}\left(x_{r}-x\right)}
Ova jednadžna poslije integriranja daje
{\displaystyle k_{1}={\frac {2,303}{t}}{\frac {x_{r}}{a}}log{\frac {x_{r}}{x_{r}-x}}}
Omjer {\displaystyle {\frac {a}{x_{r}}}} za neku reakciju ima stalnu vrijednost. Za računanje specifične brzine polazne reakcije treba
poznavati ravnotežnu koncentraciju. 

### Usporedne (paralelne) reakcije
U sporednim reakcijama tvar reagira istodobno u dva ili više procesa, tako da istovremeno
nastaje više reakcijskih produkata. Najjednostavniji primjer su reakcije 1. reda, u kojima reaktant A prelazi u produkte B i C.
{\displaystyle C\leftarrow A\rightarrow B}
gdje je za reakciju 
{\displaystyle A\rightarrow B}
k1 specifična brzina osnovne reakcije

{\displaystyle A\rightarrow C}
k2 specifična brzina sporedne reakcije
Brzina ukupne reakcije mora biti jednaka zbroju brzina dviju reakcija:
{\displaystyle {\frac {dx}{dt}}=k_{1}\left(a-x\right)+k_{2}\left(a-x\right)}
gdje je {\displaystyle \left(a-x\right)} trenutna koncentracija reaktanta. Integrirani oblik je:
{\displaystyle k_{1}+k_{2}={\frac {2,303}{t}}log{\frac {a}{a-x}}}
Specifična brzina je brzina ukupne reakcije, dakle suma specifičnih brzina dviju reakcija. Ako su dvije paralelne
reakcije istog reda, odnos njihovih specifičnih brzina jednak je odnosu koncentracija stvorenih reakcijskih
produkata u svakom času.

### Uzastopne (konsekutivne) reakcije
U uzastopnim reakcijama produkt jedne reakcije istodobno je i reaktant sljedeće reakcije.
Kinetički egzaktno mogu se proučavati uzastopne nepovratne reakcije 1. reda.
Za kinetičku obradu složenijih procesa treba uvoditi aproksimacije. Najednostavnija reakcija 1. reda u dva stupnja je:
{\displaystyle A\rightarrow ^{k_{1}}B\rightarrow ^{k_{2}}C}
Za svaki stupanj vrijedi diferencijalne jednadžbe 1. reda i njihovi integrirani oblici:
{\displaystyle -{\frac {d\left[A\right]}{dt}}=k_{1}[A]} gdje je {\displaystyle \left[A\right]=\left[A\right]_{0}\cdot e^{-k_{1}t}}
{\displaystyle -{\frac {d\left[B\right]}{dt}}=k_{1}[A]-k_{2}[B]}
{\displaystyle -{\frac {d\left[C\right]}{dt}}=k_{2}[B]}
Koncentracija reaktanata A na početku reakcije {\displaystyle \left[A\right]_{0}},će biti
{\displaystyle \left[A\right]_{0}=\left[A\right]+\left[B\right]+\left[C\right]}
gdje su [A], [B] i [C] koncentracije tvari u toku reakcije. Iz prve jednadžbe se može izračunati [A] i k1.
Tijek nestajanja tvari A neovisan je o sudbini tvari B. Koncentracija tvari B postiže u tijeku reakcije svoj maksimum. Što je veća vrijednost omjera k1/k2,
to je taj maksimum veći. Da se odredi [B] u toku reakcije, treba kombinirati jednadžbe gdje se javlja [B]:

{\displaystyle {\frac {d\left[B\right]}{dt}}=k_{1}[A]_{0}e^{-k_{1}t}-k_{2}[B]}
Rješavanje ove linearne diferencijalne jednadžbe dobivamo:
{\displaystyle \left[B\right]={\frac {k_{1}\left[A\right]_{0}}{k_{2}-k_{1}}}(e^{-k_{1}t}-e^{-k_{2}t})}
Na isti način može se odrediti brzina stvaranja produkta C i njegova konventracija tijekom reakcije.

### Katalitičke reakcije
Kemijske reakcije uz sudjelovanje tvari, koje djeluju na brzinu reakcije i pri tom se ne mijenjaju,
nazivaju se katalitičkim reakcijama. Kada se takva reakcija odvija u jednoj fazi onda da je to
homogena katalitička reakcija. Kada se reakcija odvija na granici faza govorimo o heterogenoj katalitičkoj reakciji.

#### Homogene katalitičke reakcije
Karakteristika homogene katalize je ovisnost brzine reakcije o koncentraciji katalizatora.
Katalizator ubrzava neku reakciju na taj način što omogućava da se reakcija odvija drugim reakcijskim putem, koji ima manju energiju
aktivacije od puta nekatalizirane reakcije. 
U reakciji {\displaystyle A\rightarrow P} katalizator X stvara intermedijer I.
{\displaystyle A+X\leftrightarrows _{k_{2}}^{k_{1}}I}
koji se zatim raspada na produkt i katalizator:
{\displaystyle I\rightarrow ^{k_{3}}P+X}
Brzina kojom se intermedijer stvara približno je jednaka brzinama kojima se gubi, {\displaystyle {\frac {d\left[I\right]}{dt}}=0} aproksimacija stacionarnog stanja, pa se dobiva:
{\displaystyle {\frac {d\left[P\right]}{dt}}={\frac {k_{1}k_{3}\left[A\right]\left[X\right]}{k_{2}+k_{3}}}=k'[A][X]}
što pokazuje da je brzina reakcija srazmjerna koncentraciji katalizatora.

#### Heterogene katalitičke reakcije
Pri heterogenoj katalizi dolazi do adsorpcije na površini katalizatora. Za takvu vrstu katalize korstimo Langmuirove adsorpcijske jednadžbe.
Pri slaboj adsorpciji plina dio površine prekrivene adsorbiranim plinom je S=fp,pri umjerenoj adsorpciji taj površine je S=fp1/n,
a pri potpunoj adsorpciji plina dio, kada je čitava površina katalizatora pokrivena plinom
S=1 (gjde je p tlak plina, a f koeficijent adsorpcije, a n konstanta).U heterogenim katalitičkim reakcijama reagira samo adsorbirani, pa je brzina reakcije srazmjerna
dijelu površine pokrivene plinom, pa su izrazi za brzinu reakcije za slabu adsorpciju jednog reaktanta:
{\displaystyle -{\frac {dp}{dt}}=kS=kfp=k'p}

za umjerenu adsorpciju jednog reaktanta:
{\displaystyle -{\frac {dp}{dt}}=kS=kfp^{\frac {1}{n}}=k'p^{\frac {1}{n}}}

a za potpunu adsorpciju jednog reaktanta:
{\displaystyle -{\frac {dp}{dt}}=kp^{0}=k}
brzina ne ovisi o tlaku plina i reakcija je nultog reda.
Ako se pored reaktanta na površinu katalizatora adsorbira i reakcijski produkt, što se često i događa imat ćemo izraz za dio adsorbirane
površine prema Langmuirovu kinetičku postupku:
{\displaystyle S_{A}={\frac {f_{A}p_{A}}{1+f_{A}p_{A}+f_{B}p_{B}}}}

{\displaystyle S_{B}={\frac {f_{B}p_{B}}{1+f_{A}p_{A}+f_{B}p_{B}}}}
gdje su SA i SB površine prekrivene reaktantom A odnosno produktom B, pA i pB parcijalni pritisci, a fA i fB
adsorpcijski koeficijenti reaktanta, odnosno produkta.
Kada dva slabo adsorbirana reaktanta na reagiraju na površini katalizatora, brzina reakcije će biti:
{\displaystyle -{\frac {dp}{dt}}=kS_{A}S_{B}=k_{2}p_{A}p_{B}}

## Teorija brzine kemijskih reakcija

### Utjecaj temperature na brzinu kemijskih reakcija
Povišenje temperature brzinu gotovo svih reakcija. U homogenim reakcijama brzina se povećava 2 do 3 puta
ako se temperatura povisi za 10°C. Ovisnost specifične brzine o temperaturi definirana je Arheniusovom jednadžbom:
{\textstyle lnk={\frac {-E_{i}}{RT}}+lnA}
odnosno
{\displaystyle k=Ae^{-{\frac {E_{i}}{RT}}}}
gdje je k specifična brzina reakcije, {\displaystyle E_{i}} energija aktivacije, R opća plinska konstanta, T apsolutna temperatura, a A faktor učestalosti.
Arhenusova jednadžba najviše se primjenjuje 
u određivanju energije aktivacije na temelju dijagrama s lienarnim odnosom između logaritma specifične brzine
i recipročne vrijednosti temperature. Arhenius je postavio svoju jednadžbu na temelju 
predodžbe da u svakom sustavu postoji
ravnoteža između normalnih i tzv. aktiviranih molekula, te da u kemijskoj reakciji sudjeluju samo one molekule koje su aktivirane. Te molekule imaju veću energiju od prosječne
energije sustava, a razlika u energiji predstavlja energiju aktivacije. Povišenjem temperatureznatno se povećava dio aktiviranih molekula, pa se zbog toga povećava i brzina reakcije.
Ta pretpostavka o aktiviranim molekulama i energiji aktivacije bila je veoma važna za suvremene teorije o brzini kemijskih reakcija.

### Teorija sudara
Homogene plinske reakcije se teorijski objašnjavaju zahvaljujući razvoju kinetičke i statističke teorije plinova.
Da bi molekule mogle reagirati, potrebno je da se približe toliko jedna drugoj da se može smatrati kao da su se sudarile.
Pri tzv. uspješnim sudarima stvaraju se nove kemijske veze. Izraz za broj sudara u sekundi između istovrsnih molekula u 1cm3 plina je:
{\displaystyle Z={\frac {1}{2}}{\sqrt {2}}\pi n^{2}d^{2}{\sqrt {\frac {8kT}{\pi m}}}}
a između različitih molekula:
{\displaystyle Z_{1}=\pi n_{1}n_{2}d_{1}^{2}{\sqrt {\frac {8kT}{\pi \mu }}}}
gdje je n broj molekula u 1cm3 plina, n1 i 
n2 broj molekula različitih vrsta plina u 1cm3, d promjer molekule,
k Boltzmanova konstanta, T apsolutna temperatura, m masa molekule, μ=m1m2/(m1+m2), tzv. reducirana masa, a d1
promjer sudara, tj. (d+d')/2, gdje su d i d' promjeri molekula jedne, odnosno druge vrste plina. 
Svaki sudar ne uzrokuje kemijsku promjenu, jer bi inače svaka reakcija bila završena u djelićima sekunde.
Zato se pretpostavlja da samo oni sudari kojih je zbroj energije molekula veći od neke kritične vrijednosti E dovode do reakcije.
Vjerojatnost da molekuli imaju veću energiju od E je:

{\displaystyle {\frac {n}{n_{0}}}=e^{-{\frac {E}{RT}}}}
gdje je n broj molekula koje imaju energiju >E, n0 ukupan broj molekula, R opća plinska konstanta, a T apsolutna temperatura.
Broj molekula koje reagiraju u 1 sekundi {\displaystyle \left({\frac {dn}{dt}}\right)}
jednak je umnošku broja sudara u 1 sekundi i vjerojatnosti da sudari imaju energiju jednaku ili veću od E:
{\displaystyle {\frac {dn}{dt}}=Z_{1}e^{-{\frac {E}{RT}}}}
Brzina se najčešće izražava u molovima u dm3 koji reagiraju u sekundi:
{\displaystyle -{\frac {dC_{1}}{dt}}=k_{r}\left[C_{1}\right]\left[C_{2}\right]}
gdje su {\displaystyle \left[C_{1}\right]i\left[C_{2}\right]}
molarne koncentracije reaktanata, a kr specifična brzina reakcije. Upotrebom te jednadžbe i transformacijom broja molekula n u molarnu koncentraciju
dobiva se izraz za specifičnu brzinu bimolekularne reakcije:

{\displaystyle k_{r}={\frac {\pi Nd_{1}^{2}}{1000}}{\sqrt {\frac {8kT}{\pi \mu }}}\cdot e^{-{\frac {E}{RT}}}}
gdje je N Avogardov broj. Prema tome kr može se izračunati ako se odredi d1 (iz viskoziteta plina) i E (iz Arheniusove jednadžbe).
Neslaganje između teorije i eksperimenta korigira se pomoću steričkog faktora. No i taj faktor nije neovisan o brzini reakcije.

### Teorija prijelaznog stanja
Molekule koje sudjeluju u elementarnoj reakciji moraju prijeći u stanje s višom potencijalnom energijom
prije nego što će dati reakcijski produkt. To stanje više potencijalne energije, A...B...C, naziva se prijelazno stanje
ili aktivirani kompleks:
{\displaystyle AB+C\rightarrow A...B...C\rightarrow A+BC}
Henry Eyring je 1935. godine kvantitativno formulirao brzinu reakcije pomoću aktiviranog kompleksa, a razvoju teorije
pridonijeli su M. G. Evans i Michael Polanyi. Prema Eyringu brzina bilo koje reakcije određena je brojem aktiviranih kompleksa
koji prijeđu u jednoj sekundi preko barijere potencijalne energije. Ta brzina jednaka je umnošku koncentracije aktiviranog kompleksa
i prosječne brzine prijelaza kompleksa preko energetske barijere, Pod predpostavkom da se aktivirani kompleks nalazi u ravnoteži
s reaktantima, njegova se koncentracija može izraziti pomoću konstante ravnoteže. Za reakciju:
{\displaystyle A+B\rightarrow \left[AB^{+}\right]\rightarrow P}
konstanta je ravnoteže:
{\displaystyle K^{*}={\frac {\left[AB^{*}\right]}{\left[A\right]\left[B\right]}}}
Veličine koje se odnose na kativirani kompleks označene su znakom *.
Brzina prijelaza preko energetske barijere jednaka je učestalosti raspadanja kompleksa na reakcijske produkte.
Kompleks se raspada kad se jedna od njegovih oscilacija pretvara u translaciju. Energija osciliranja ε može se izraziti 
kao produkt
Planckove konstante i frekvencije:

{\displaystyle \epsilon =h\nu }
Za potpuno ekscitirano osciliranje na temperaturi T energija osciliranja jednaka je također produktu Boltzmanove konstante i apsolutne temperature

{\displaystyle \epsilon =kT}

Iz toga slijedi da je učestalost raspada aktiviranog kompleksa na produkte:
{\displaystyle \nu ={\frac {kT}{h}}}
Prema tome brzina reakcije bit će:
{\displaystyle -{\frac {dA}{dt}}=k_{r}[A][B]=[AB^{*}]\nu =K^{*}[A][B]{\frac {kT}{h}}}
a specifična brzina:

{\displaystyle k_{r}=K^{*}{\frac {kT}{h}}}

Budući da vrijedi termodinamički izraz 
{\displaystyle \triangle F^{*}=RIlnK=\triangle H^{*}-T\triangle S^{*}}
pa se dobiva:
{\displaystyle k_{r}={\frac {kT}{h}}\cdot e^{-{\frac {\triangle F^{*}}{RT}}}={\frac {kT}{h}}\cdot e^{\frac {\triangle S^{*}}{R}}\cdot e^{-{\frac {\triangle H^{*}}{RT}}}}
gdje je ΔF* slobodna energija aktivacije, ΔH* entalpija aktivacije, a ΔS* entropija aktivacije. Taj izraz omogućava
izračunavanje entropije aktivacije iz specifične brzine reakcije i energije aktivacije.
Vrijednost za ΔH* približno je jednaka energiji aktivacije.
Teorija sudara može se shvatiti kao poseban dio općenitije teorije prijelaznog stanja.
To se može zaključiti  
na temelju razmatranja bimolekulske reakcije između dva atoma:

{\displaystyle A+B\rightarrow \left(AB^{*}\right)\rightarrow produkti}
Na osnovi statističke termodinamike i kvantne mehanike izraz za specifičnu brzinu he:
{\displaystyle k_{r}={\frac {kT{f_{AB}^{*}}}{hf_{A}f_{b}}}e^{-{\frac {E}{RT}}}}
gdje su fA, fB, f*
, particijske funkcije reaktanata i aktiviranog kompleksa.
U toj reakciji aktivirani kompleks ima pet stupnjeva slobode (tri translacijska i dva rotacijska), a atomi A i B
imaju samo translacijske slobode. 
{\displaystyle k_{r}={\frac {kT}{h}}\cdot {\frac {\left[2\pi \left(m_{A}+m_{B}\right)kT\right]^{\frac {3}{2}}h^{-3}{[{\frac {8\pi ^{2}IkT}{h^{2}}}}]}{(2\pi m_{A}kT)^{\frac {3}{2}}(2\pi m_{B}kT)^{\frac {3}{2}}h^{-6}}}\cdot e^{-{\frac {E}{RT}}}}
gdje je
{\displaystyle m^{*}=m_{A}+m_{B}}
masa aktiviranog kompleksa, a I moment inercije. moment inercije je definiran izrazom:
{\displaystyle I=\mu (r_{A}+r_{B})^{2}}
gdje je μ reducirana masa, a rA i rB polumjeri atoma A i B.
Nakon zamjene vrijednosti I dobiva se:
{\displaystyle k_{r}=(r_{A}+r_{B})^{2}{\sqrt {\frac {2\pi kT}{\mu }}}\cdot e^{-{\frac {E}{RT}}}}

## Kinetička analiza

### Mjerenje brzine reakcije
Za vrijeme mjerenja temperatura reakcijske smjese treba da bude konstantna. Za mjerenje služe zaporne ure.
Uzorci se iz reakcijske smjese uzimaju u određenim vremenskim razmacima. Neposredno nakon uzimanja uzorka mora se u njemu zaustaviti reakcija.
To se postiže naglim sniženjem temperature ili dodatkom nekog reagensa, koji u uzorku eliminira jedan od reaktanata.
Uzorak se analizira s namjerom određivanja koncentracija nekog od sastojaka reakcijske smjese.
Na temelju podataka o koncentraciji u različito vrijeme nakon početka reakcije, konstituira se dijagram ovisnosti promjene koncentracije
o vremenu i izračunava brzina reakcije, specifična brzina, red reakcije, energija aktivacije.
Uzorak se može analizirati kemijskim putem ili pomoću instrumentalnih metoda. U instrumentalnim metodama
mjeri se neko fizičko svojstvo, koje se nalazi u kvantitativnom odnosu s koncentracijom jednog od reaktanta
ili reakcijskih produkata.
Od instrumentalnih metoda najviše se primjenjuju spektrofotometrija i potenciometrija, a tu su i polarimetrija, konduktometrija, refraktrometrija i spektrometrija i nuklearna magnetska rezonancija.

### Određivanje reda reakcije
U metodi integracije za određivanje reda reakcije primjenjuju se integrirani izrazi za brzinu reakcije.
Mjeri se koncentracija nekog reaktanta ili reakcijskog produkta u toku reakcije, pa se dobiveni analitički rezultati uvrste u odgovarajuće izraze za specifičnu brzinu.
Reakcija je onog reda čiji izraz daje stalne vrijednosti specifične brzine za cijeli tok reakcije.
Prema diferencijalnoj metodi mogu se za dvije različite koncentracije reaktanata C1 i C2 u reakciji n-tog reda
napisati sljedeće jednadžbe za brzinu te reakcije:
{\displaystyle -{\frac {dC_{1}}{dt}}=kC_{1}^{n}}
{\displaystyle -{\frac {dC_{2}}{dt}}=kC_{2}^{n}}
što nakon logaritmovanja daje.
{\displaystyle n={\frac {log\left(-{\frac {dC_{1}}{dt}}\right)-log\left(-{\frac {dC_{2}}{dt}}\right)}{logC_{1}-logC_{2}}}}
Veličina dC/dt može se najlakše odrediti iz dijagrama ovisnosti koncentracije o vremenu. Na dobivenoj krivulji na dijagramu povuku se tangente u dvije ili više točaka
i brzina reakcije odredi iz nagiba tih tangenti. Ako reakcije nisu brze, može se umjesto dC/dt uzeti približna vrijednost
ΔC/Δt. Tada obično i razlika koncentracija ΔC nije velika, pa se za koncentraciju C1
i C2 uzimaju srednje vrijednosti unutar intervala ΔC.

## Vanjske poveznice
Mrežna mjesta
- kemijska kinetika Hrvatska enciklopedija
- Zoran Gomzi Hrvatska tehnička enciklopedija, portal hrvatske tehničke baštine. LZMK